# アブラハム・カン
アブラハム・カン(Abraham Cann、1794年 - 1864年4月7日)は、19世紀のイギリスのレスリング選手。デヴォンでレスリングをしていた農家の父のロバート・カンとメアリーの間に生まれた。彼の生年月日は明らかになっていないものの1794年12月2日にクレディトン付近の村コールブルックで洗礼を施されたとの記録が残っている。
父親からレスリングを教わって育ち、ジョン・ジョーダン、フラワー、レイフォード、シモン・ウェバーなどのデヴォンの強豪レスラーたちを破り、出場した試合の多くで優勝を飾るようになった。これらの試合では当時主流だった靴を履いて相手の足を蹴飛ばして集中攻撃し相手を動けなくさせようとするデヴォン・ファッションの戦術を使用した。